# Ангермюнде
Ангермюнде (пол. Węgryujście, Dobrzyniec; нім. Angermünde) — місто в землі Бранденбург, Німеччина. Входить до складу району Уккермарк. Населення становить 13 637 ос. (станом на 31 грудня 2020). Офіційний код — 12 0 73 008.
Територіально це місто — одне за найбільших у Німеччині. За площею (326,44 км²) воно набагато більше за такі великі міста Німеччини, як Лейпциг або Білефельд. Але воно маленьке за населенням. Якщо порівнювати кількість жителів цих трьох міст, то одразу видно різницю: на 1км² в Ангермюнде проживає всього 45 людей проти 1733 — у Лейпцигу.
Місто поділяється на 24 міських райони.

## Історія

### Походження назви місця
Генрікус де Ангермунде з’явився в 1263 році (CDB, основна частина A, том XIII, документ CCXXVII, стор. 482), громадянин Штеттіна засвідчив документ. Märkische Fürstenchronik говорив про Новін-Тангермунде в 1267 році. Написання Neuen Angermünde у 1286 році, Nova Angermunde 1292 та Nien Angermunde 1305 все ще розкривають походження власної назви. Раніше, у 1273 році, клірик називався Johannes dictus de angermunde (CDB, основна частина A, том XI, документ XI, стор. 8-9). 1277 згаданий чинний префект Вальтерус в Ангермюнде (CDB, основна частина A, том XIII, документ XXV, стор. 220-221). Потім з’явився варіант Angermunde у 1286, 1287, 1296, 1305 роках тощо. Назву місцевості було перенесено з Altmark Tangermünde, розташованого в місці злиття Тангера з Ельбою. Німецька назва річки розшифровується як «прісна, потужна вода». Для розрізнення між ними тимчасово використовувався суфікс New. Зв'язок незабаром був забутий. Т розглядалося як «до», тобто «T(o) Angermünde», і звичайне слово Anger перекладалося на нього. Тому початкова літера була пропущена

### Пагорб руїн замку
Між 1210 і 1230 роками на перехресті торгових шляхів був побудований замок, щоб захистити нових німецьких поселенців. У тому ж 1210 році була побудована перша кам'яна церква (церква Св. Марії). Між 1245 і 1250 роками перша церква францисканського монастиря була побудована з польового каменю, який був замінений на цеглу в 15 столітті. Ангермюнде вперше згадується в документі в 1293 році, через дев'ять років після того, як йому було надано права міста маркграфом Йоганном I у 1254 році. У 1313 році відбулося аллодіальне придбання всіх озер у країні Штольпе, яка раніше належала Гріффіке фон Грайфенберг і Забель фон Бадело. У битві при Ангермюнде в 1420 році бранденбуржці перемогли померанців.

### Новітні часи
У 1817 році Ангермюнде став окружним містом округу Ангермюнде прусської провінції Бранденбург. У 1842 році місто отримало залізничне сполучення через залізницю Берлін-Штеттін, після чого в 1883 році було засновано кінний завод у Герльсдорфі. 13 вересня 1891 року на ньому було урочисто відкрито військовий меморіал полеглим у війнах за об’єднання. західної сторони ринкової площі за проектом Альберта Манте. Дві статуї на постаменті зображують кайзера Вільгельма I і Фрідріха III. представляти; група двох імператорів була повторена в 1893 році для військових меморіалів у Золінген-Олігсі та Вайсвассері.
Під час погромної ночі 1938 року була спалена синагога на Клостерштрассе. Також було зруйновано єврейський цвинтар на Пушкінській алеї. Наприкінці Другої світової війни, 22 лютого 1945 року, трьох німецьких солдатів було повішено за те, що вони покинули вермахт. З 1965 року її пам’ятний камінь вшановує у Фріденспарку. Через деякий час, 27 квітня 1945 року, майстер-пекар Мієрс і ювелір Нольте зустріли наступаючі радянські війська на дорозі на Шведт і після коротких переговорів здали місто без бою. У результаті війни Ангермюнде не постраждав. Проте військовий меморіал на ринковій площі того ж року змушені були зруйнувати військовозобов’язані німецькі помічники за наказом радянських окупантів.
З 1952 по 1990 рік Ангермюнде — окружне місто Ангермюнде в окрузі Франкфурта (на Одері) НДР, тодішньої землі Бранденбург. З часів районної реформи в Бранденбурзі в 1993 році місто належить до округу Укермарк.

## Населення
- Динаміка населення з 1875 року в сучасних кордонах (Синя лінія: населення; Пунктир: відносна порівняльна динаміка населення землі Бранденбург; Сірий фон: період Третього рейху; Помаранчевий фон: період НДР)
- Динаміка населення (синя лінія) і прогнози

| Рік  | Населення |
| ---- | --------- |
| 1875 | 16 460    |
| 1890 | 15 733    |
| 1910 | 16 545    |
| 1925 | 18 373    |
| 1939 | 18 139    |
| 1950 | 24 884    |
| 1964 | 22 204    |

| Рік  | Населення |
| ---- | --------- |
| 1971 | 21 037    |
| 1981 | 18 651    |
| 1985 | 18 110    |
| 1990 | 17 372    |
| 1995 | 16 488    |
| 2000 | 16 481    |
| 2005 | 15 276    |

| Рік  | Населення |
| ---- | --------- |
| 2010 | 14 360    |
| 2015 | 13 805    |
| 2016 | 13 797    |
| 2017 | 13 837    |
| 2018 | 13 744    |
| 2019 | 13 757    |
| 2020 | 13 637    |

Джерела даних вказані на Wikimedia Commons.

## Галерея

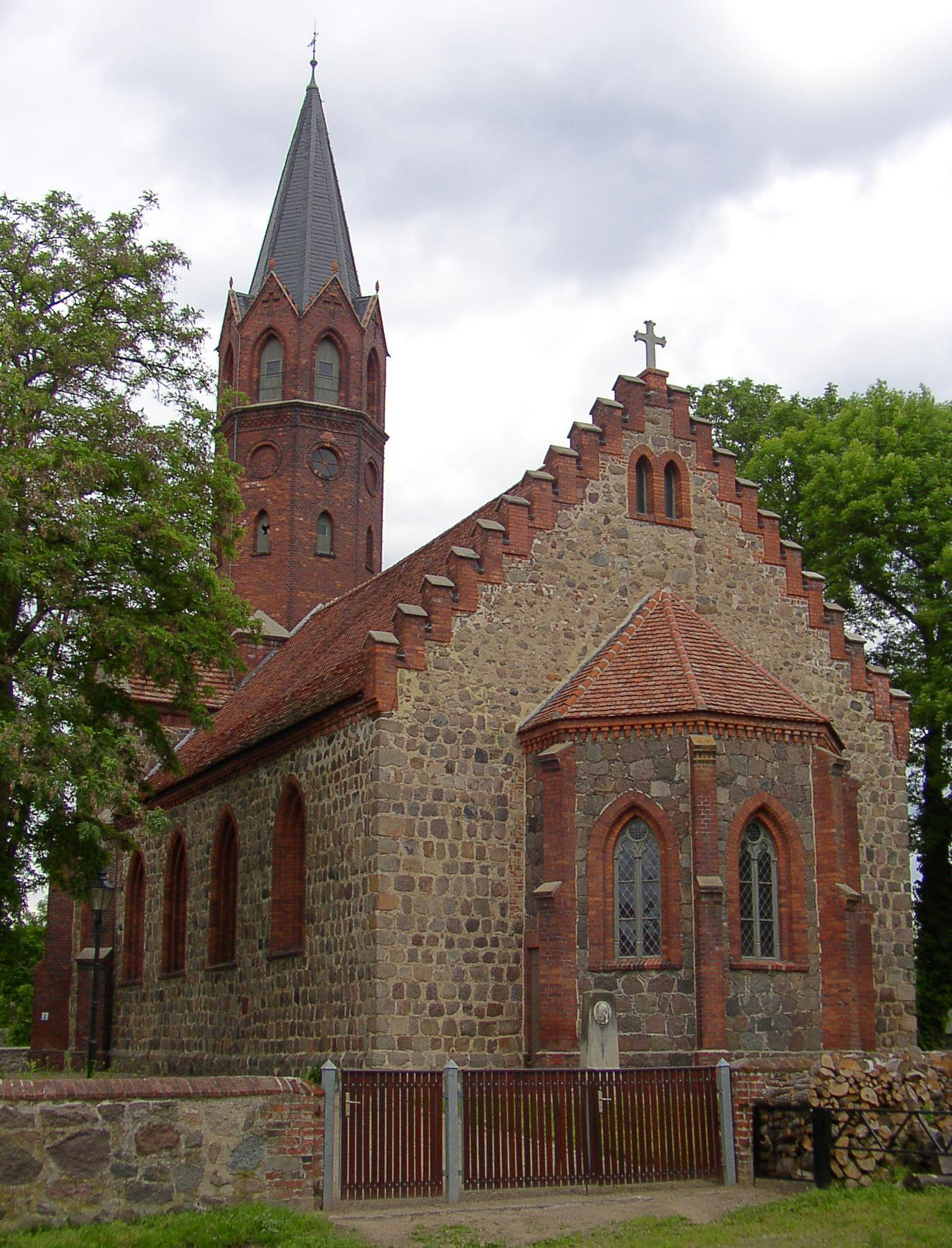
Церква Фрідріха Августа Штюлера в Альткюнкендорфі
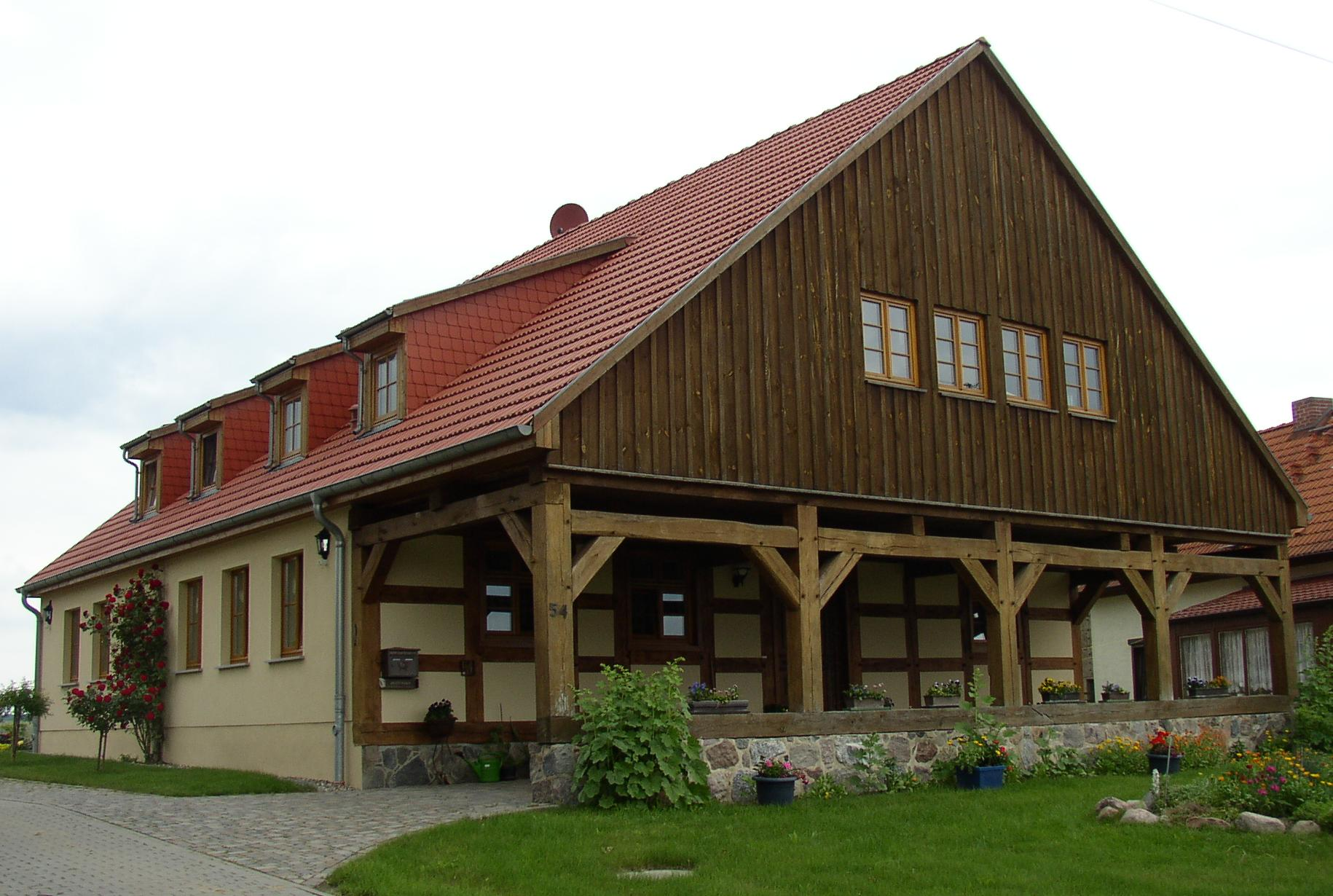
Сучасний форлаубенхаус (дім з колонадою) у Шмідеберзі
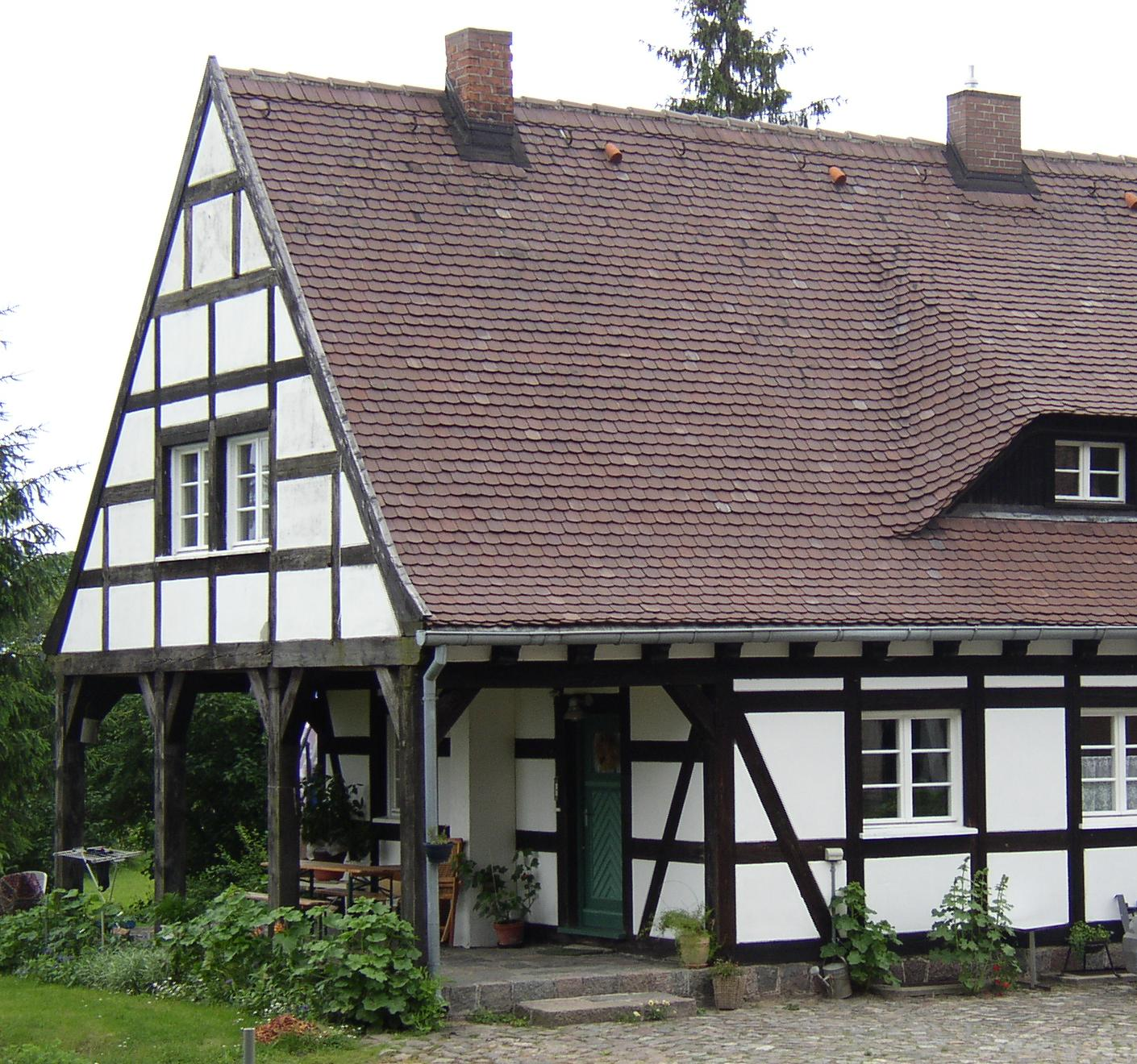
Форлаубенхаус  у Шмідеберзі
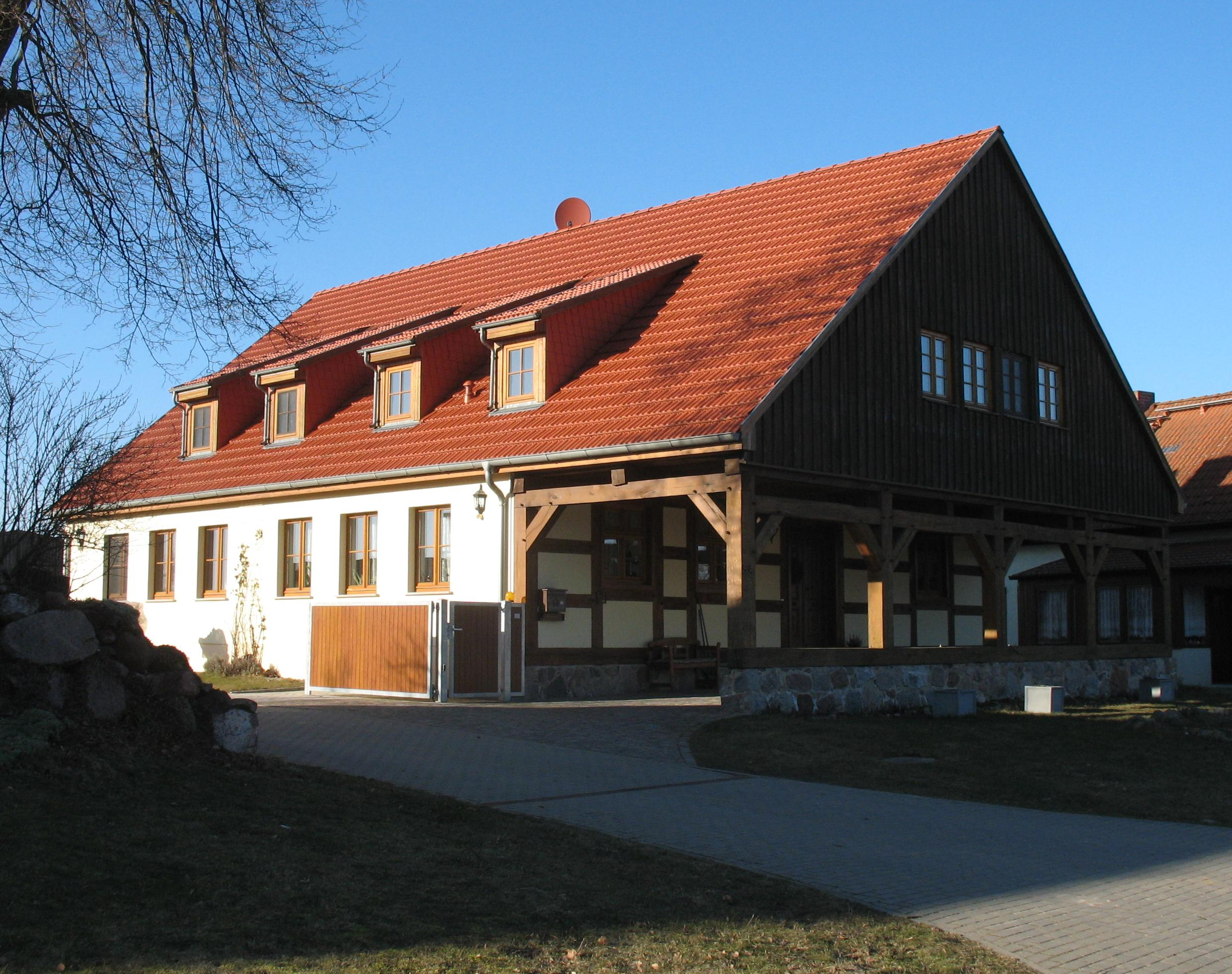
Форлаубенхаус у Шмідеберзі
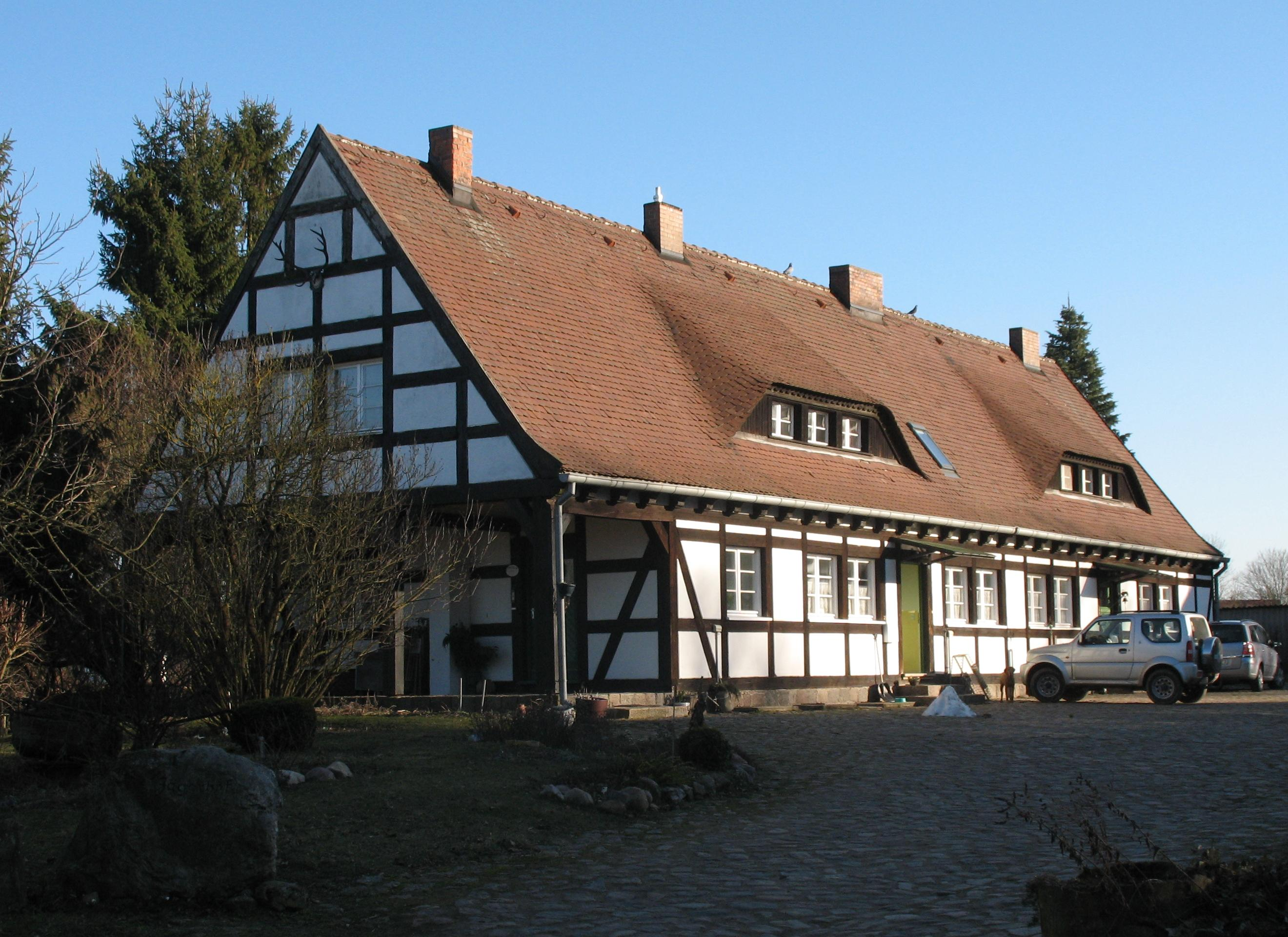
Форлаубенхаус у Шмідеберзі
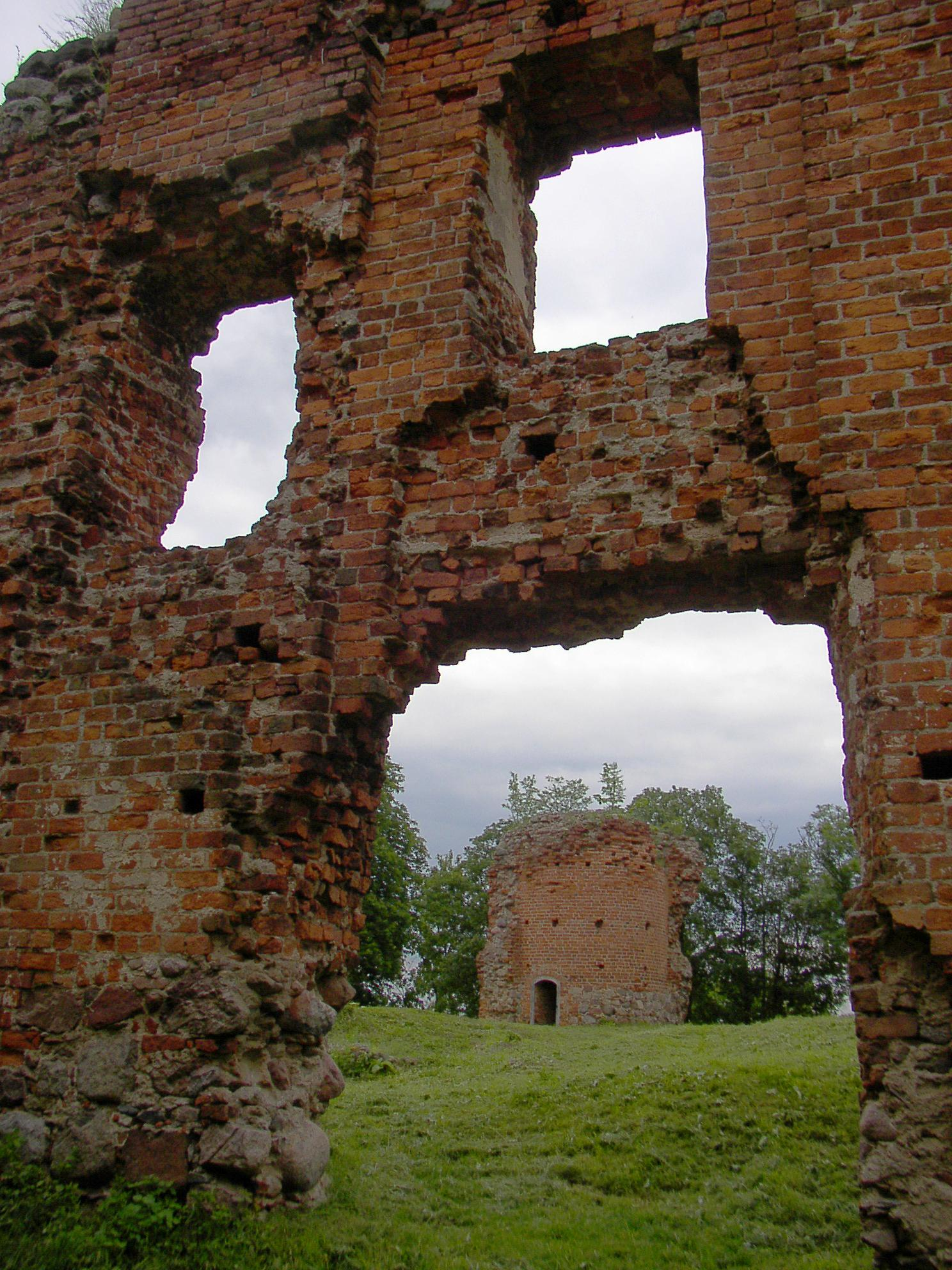
Руїни "Greiffenburg "
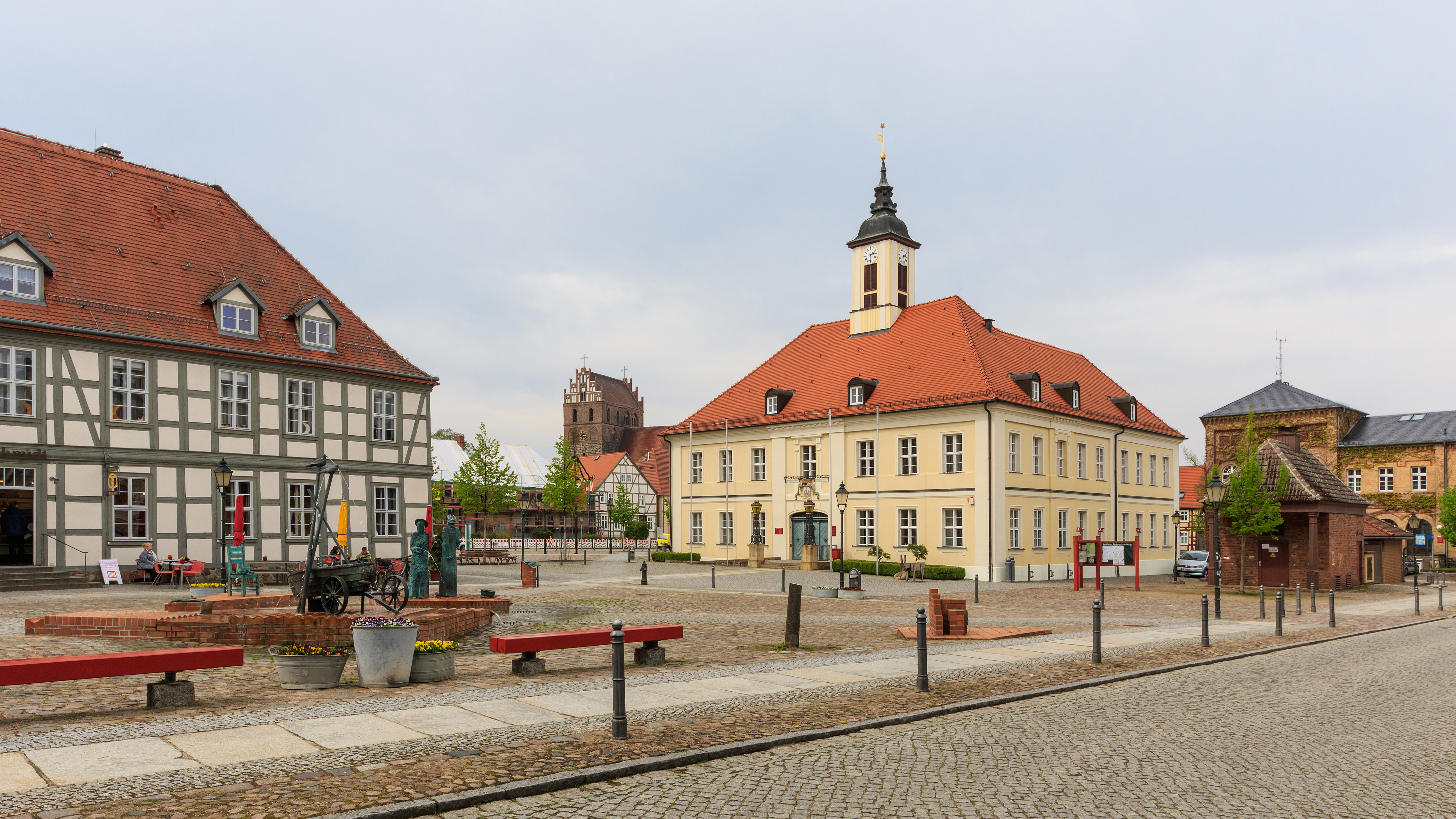
Міська площа та ратуша
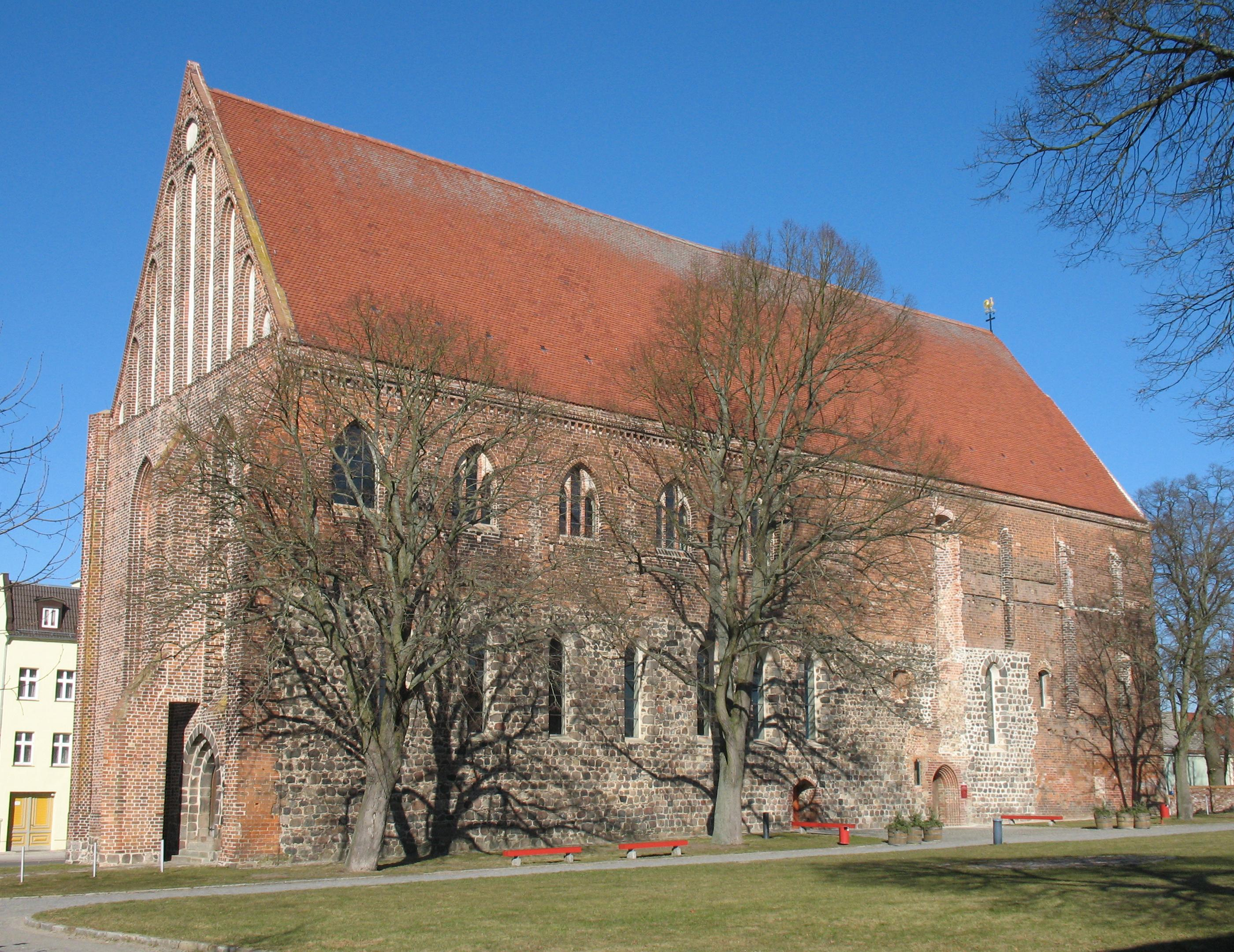
Церква
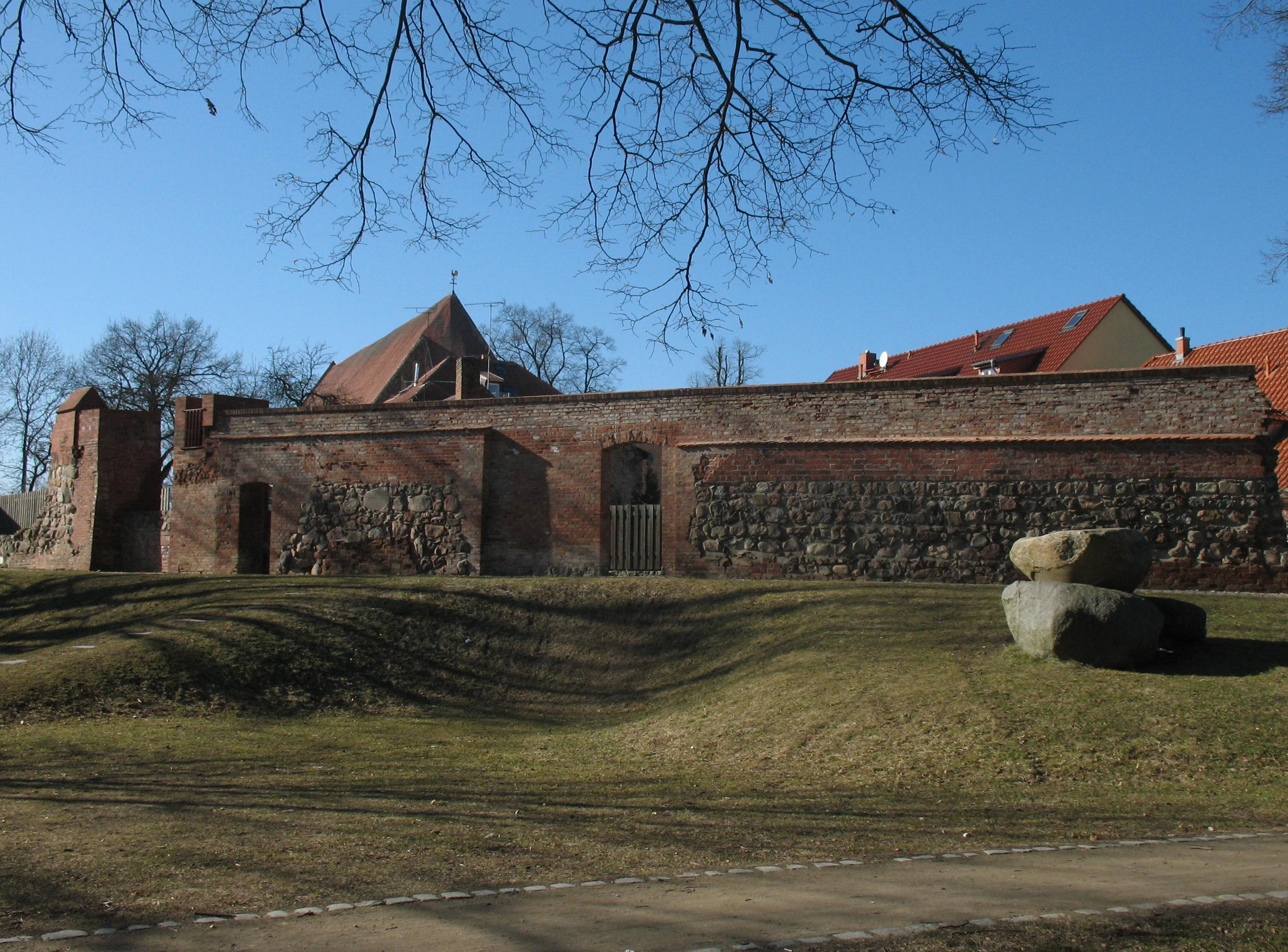
Ратуша
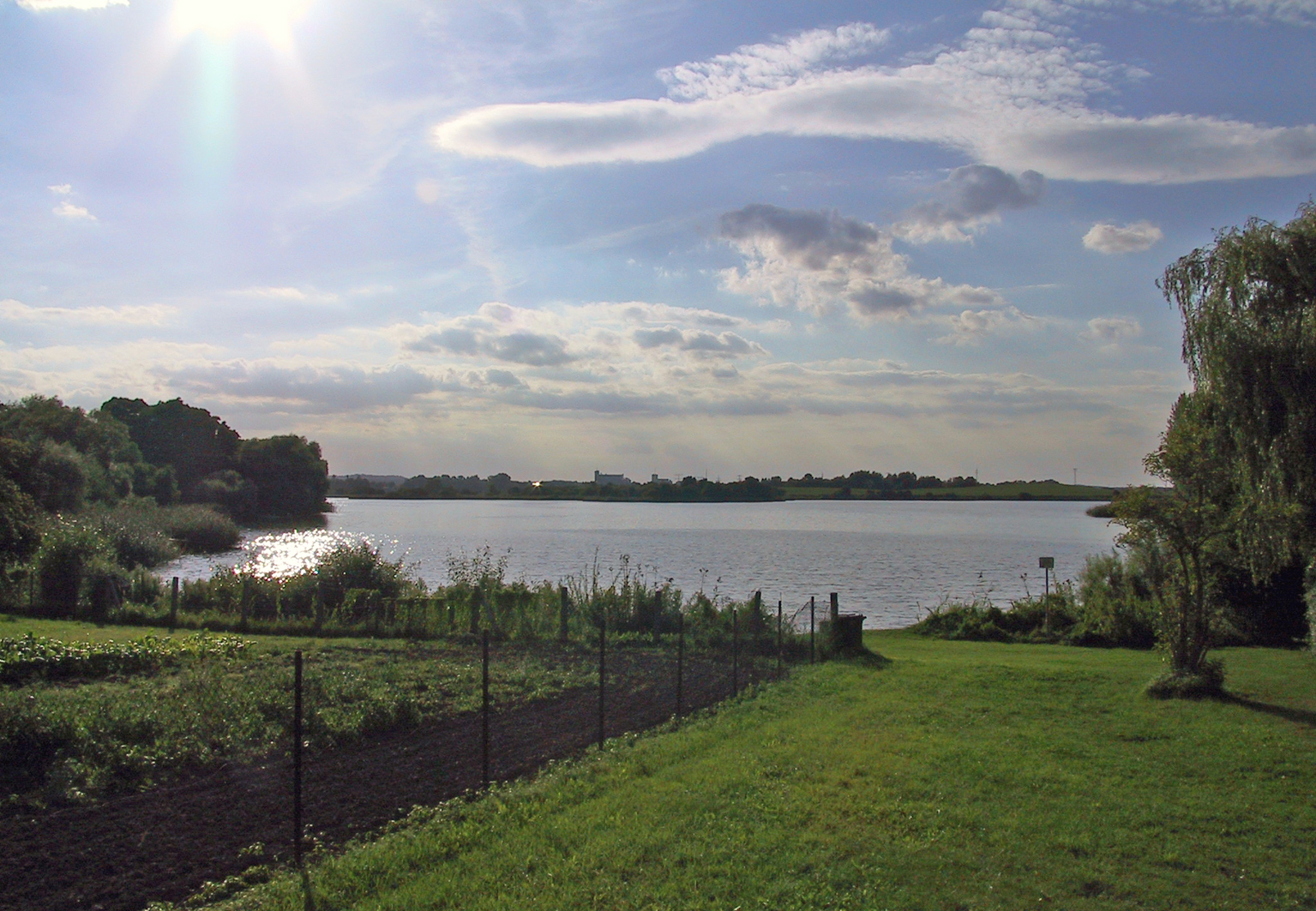
Озеро "Mündesee" зі сторони Dobberzin
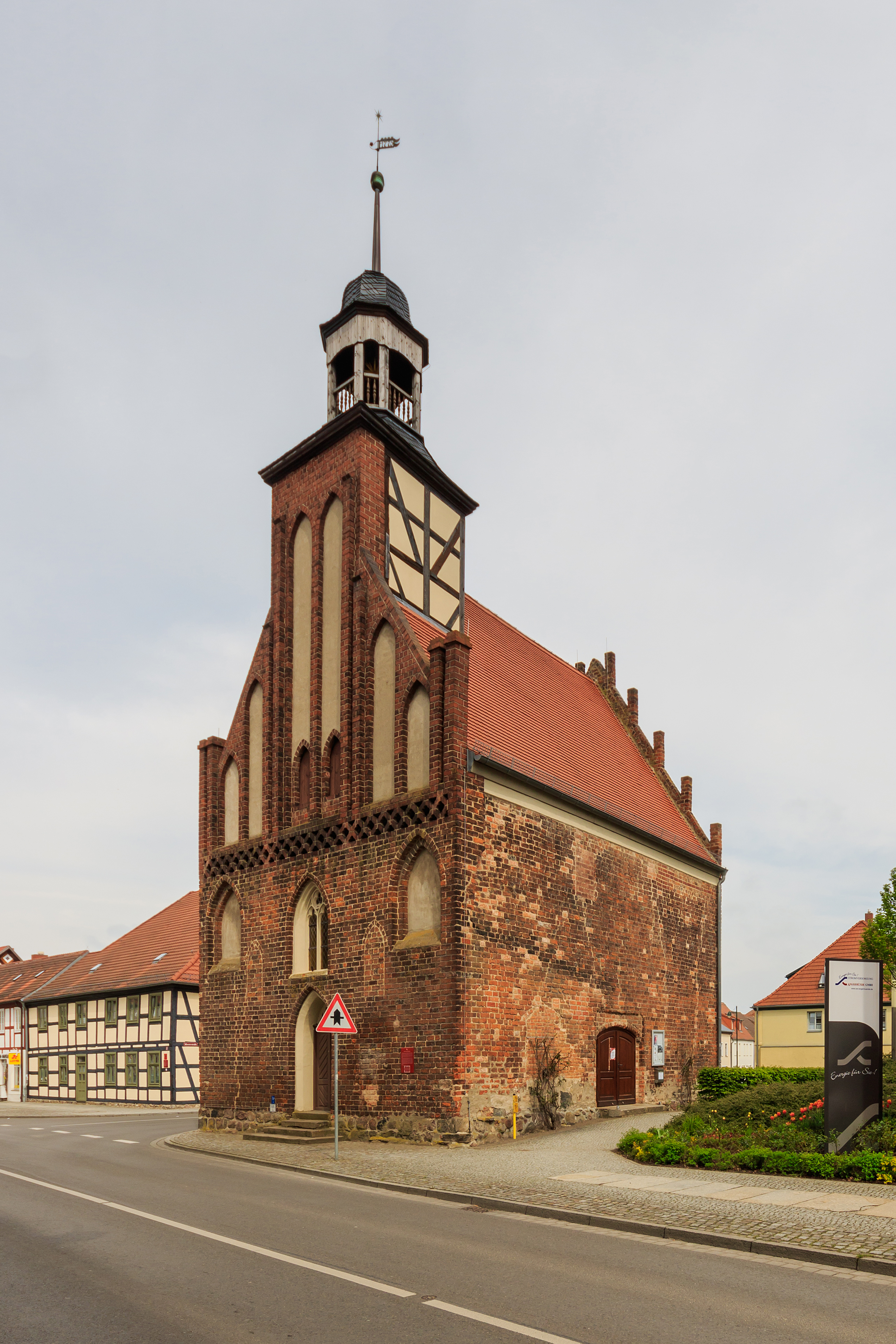
Каплиця Святого Духа
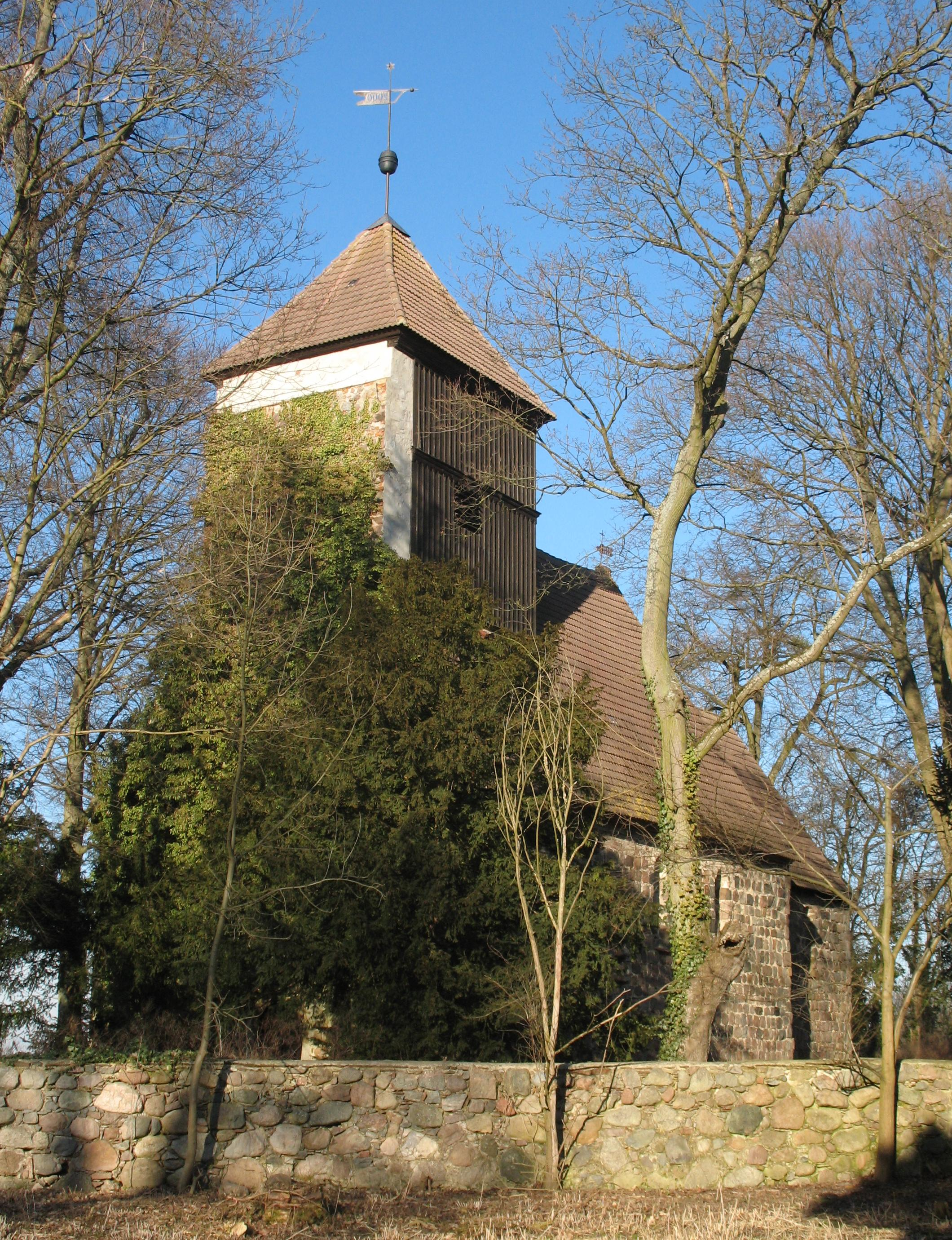
Церква у Шмідеберзі

Водограй та скульптури Християна Уліга
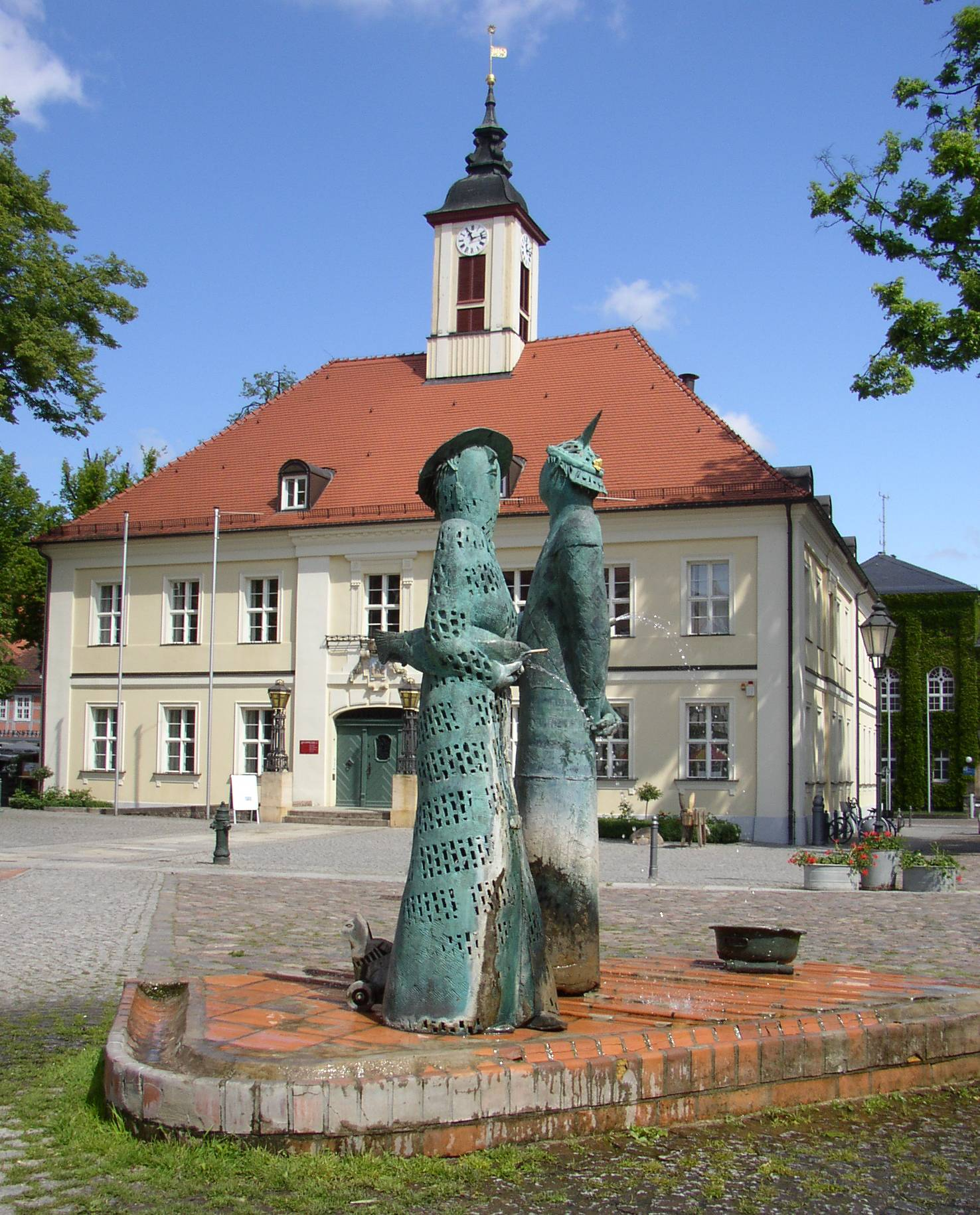
Міська площа та ратуша
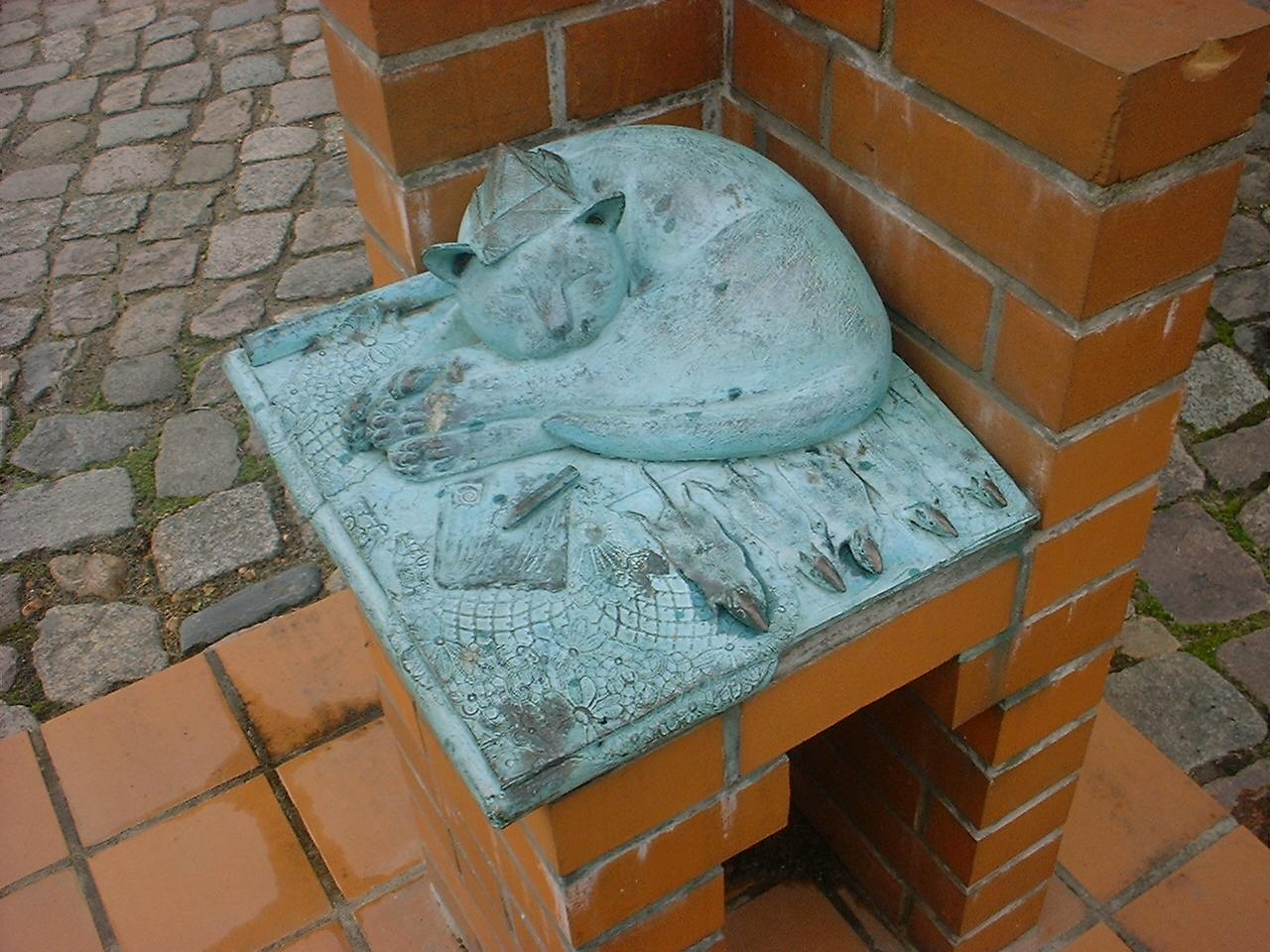
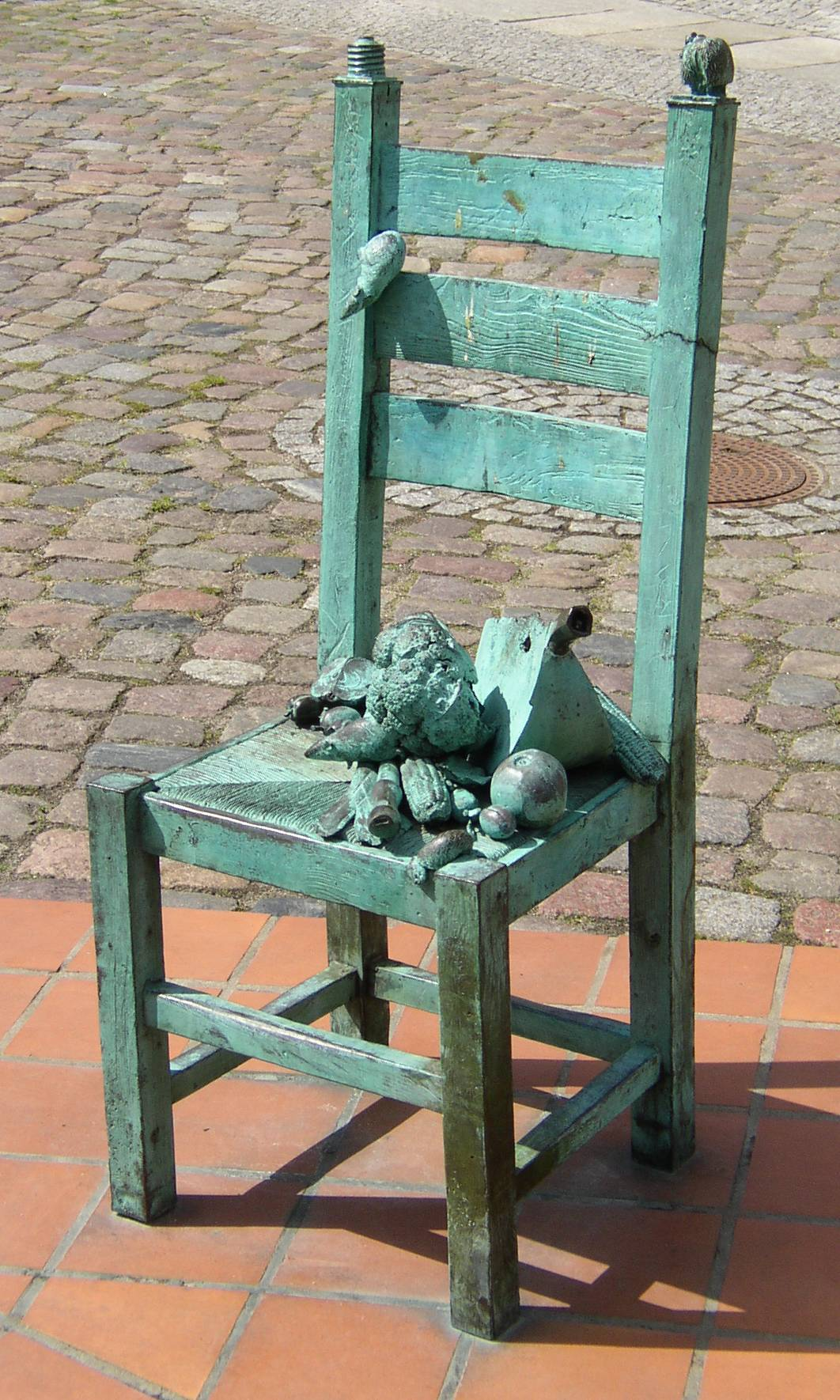
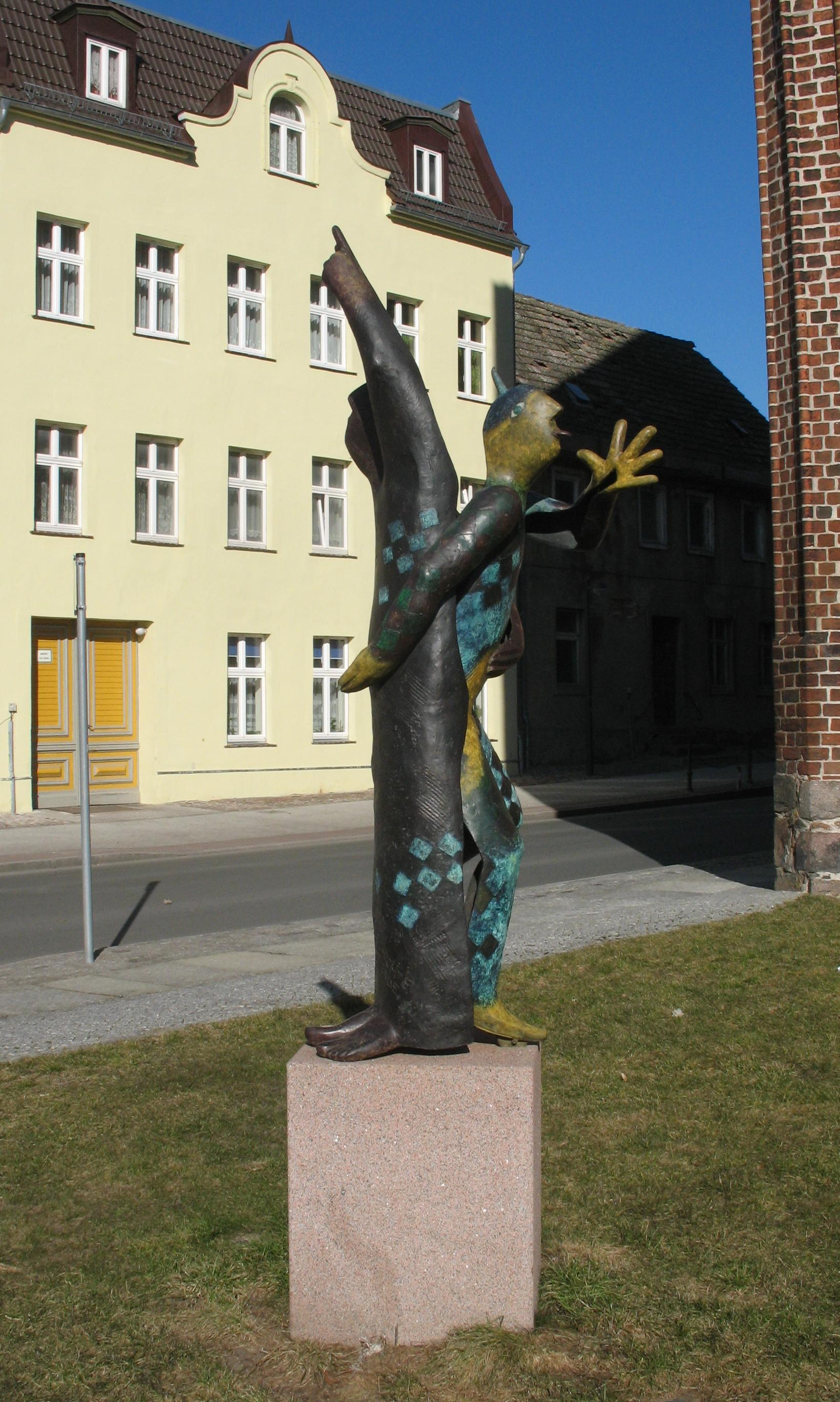
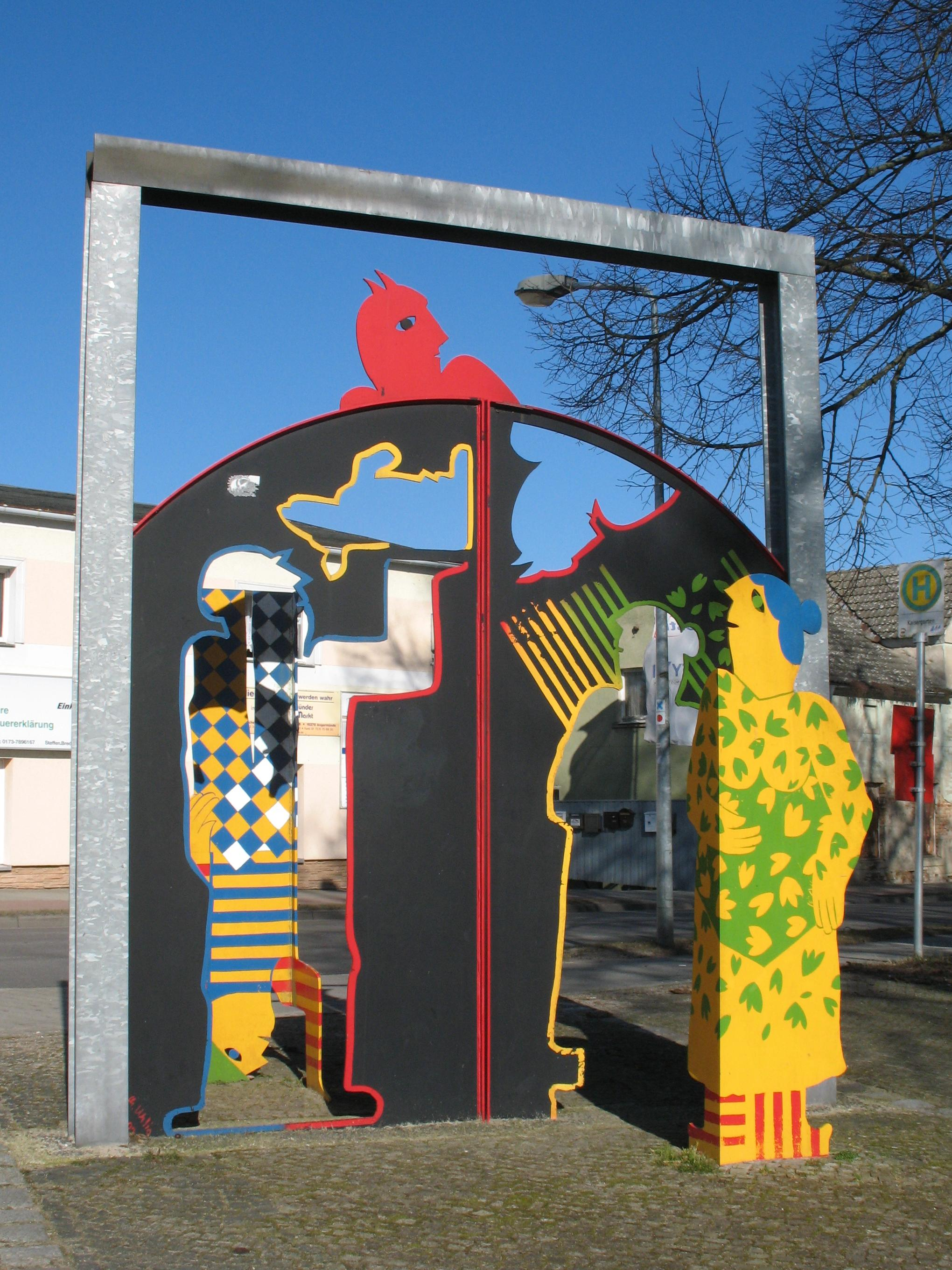